# Maxalalagá
Maxalalagá ou franga-d'água-ocelada (Micropygia schomburgkii) é uma espécie de ave alocada na ordem Gruiformes, família Rallidae, única representante atual do gênero Micropygia.

## Descrição
É uma ave pequena, com cerca de 18 cm de comprimento, semelhante ao porte de um tico-tico (Zonotrichia capensis). De bico curto, plumagem das partes superiores parda pintada de branco e debruada de negro; partes inferiores amarelas ferrugíneas clara, abdômen branco, bico azul-esverdeado. A voz é como o estridular de um gafanhoto.

## Subespécies
São reconhecidas duas subespécies:
- Micropygia schomburgkii schomburgkii (Schomburgk, 1848) - ocorre na Costa Rica, Colômbia, Venezuela, sudeste do Peru, Bolívia e na região adjacente do norte do Brasil no nordeste do estado de Roraima. Esta subespécie é um pouco menor que a subespécie chapmani, mais escuro e mais pintado na parte posterior do pescoço subindo ate a metade da cabeça.
- Micropygia schomburgkii chapmani (Naumburg, 1930) - ocorre na região leste e central do Brasil, do estado da Bahia até o estado do Mato Grosso, Paraguai e no norte da Bolívia. Esta subespécie possui asas mais longas, cor mais marrom-alaranjado, pintas dorsais em menor número. Na parte posterior do pescoço até a metade da cabeça é desprovida de pintas

## Habitate distribuição
Campos secos de capim alto. Aparece nas bordas de campos queimados, expulso de seu habitat e intoxicado pela fumaça, tornando-se presa fácil de, p. ex., Falco femoralis.
Distribui-se da América Central à Venezuela.
No Brasil: localmente no Brasil central e oriental. Distribuição, portanto, fragmentada.

## Comportamento
Agacha-se quanto perseguida, mas não voa mal.
Mantém a cauda levantada, contrariamente aos seus vizinhos de habitat: alguns Tinamidae.